# قرية نورث كولينس (نيويورك)
قرية نورث كولينس (بالإنجليزية: North Collins (village), New York)‏ هي منطقة سكنية تقع في الولايات المتحدة في مقاطعة إيري، نيويورك. يقدر عدد سكانها بـ 1,232 نسمة ومساحتها 2.1 كم2 وترتفع عن سطح البحر 252 متر.

## التركيبة السكانية
حدّد مكتب تعداد الولايات المتحدة بيانات التركيبة السكانية لقرية نورث كولينس في تعداد الولايات المتحدة. في ما يلي، التركيبة السكانية حسب تعدادي 2000 و2010.

### تعداد عام 2000
بلغ عدد سكان قرية نورث كولينس 1,079 نسمة بحسب تعداد عام 2000، وبلغ عدد الأسر 414 أسرة وعدد العائلات 285 عائلة مقيمة في القرية. في حين سجلت الكثافة السكانية 521.3 نسمة لكل كيلومتر مربع (1,350.2/ميل2). وبلغ عدد الوحدات السكنية 494 وحدة بمتوسط كثافة قدره 238.6 لكل كيلومتر مربع (618.0/ميل2).
وتوزع التركيب العرقي للقرية بنسبة 89.71% من البيض و1.20% من الأمريكيين الأفارقة و3.80% من الأمريكيين الأصليين و1.30% من الأمريكيين ذوي الأصول الآسيوية و1.20% من الأعراق الأخرى و2.78% من عرقين مختلطين أو أكثر و5.19% من الهسبانيون أو اللاتينيون من أي عرق.
بلغ عدد الأسر 414 أسرة كانت نسبة 39.4% منها لديها أطفال تحت سن الثامنة عشر تعيش معهم، وبلغت نسبة الأزواج القاطنين مع بعضهم البعض 51% من أصل المجموع الكلي للأسر، ونسبة 12.6% من الأسر كان لديها معيلات من الإناث دون وجود شريك، بينما كانت نسبة 5.3% من الأسر لديها معيلون من الذكور دون وجود شريكة وكانت نسبة 31.2% من غير العائلات. تألفت نسبة 25.1% من أصل جميع الأسر من عدة أفراد يعيشون في نفس المنزل ونسبة 11.4% كانت تتألف من شخص يعيش بمفرده يبلغ من العمر 65 عاماً أو أكثر. وبلغ متوسط حجم الأسرة المعيشية 2.58، أما متوسط حجم العائلات فبلغ 3.11.
بلغ العمر الوسطي للسكان 35.7 عاماً. وكانت نسبة 27.9% من القاطنين تحت سن الثامنة عشر، وكانت نسبة 6.3% بين الثامنة عشر والرابعة والعشرين عاماً، ونسبة 31.4% كانت واقعةً في الفئة العمرية ما بين الخامسة والعشرين والرابعة والأربعين عاماً، ونسبة 20.1% كانت ما بين الخامسة والأربعين والرابعة والستين، ونسبة 13.2% كانت ضمن فئة الخامسة والستين عاماً فما فوق. يوجد لكل 100 أنثى 100.6 ذكر، ويوجد لكل 100 أنثى في الثامنة عشر من عمرها فما فوق 97.9 ذكر.
بلغ متوسط دخل الأسرة في القرية 38,750 دولارًا، أما متوسط دخل العائلة فبلغ 47,679 دولارًا. وكان متوسط دخل الذكور 36,136 دولارًا مقابل 23,125 دولارًا للإناث. وسجل دخل الفرد الخاص بالقرية 16,528 دولارًا. وكانت نسبة 5.9% من العائلات ونسبة 9.3% من السكان تحت خط الفقر، وكان من هؤلاء نسبة 11.6% تحت سن الثامنة عشر ونسبة 2.6% في الخامسة والستين من العمر وما فوق.

### تعداد عام 2010
بلغ عدد سكان قرية نورث كولينس 1,232 نسمة بحسب تعداد عام 2010، وبلغ عدد الأسر 486 أسرة وعدد العائلات 315 عائلة مقيمة في القرية. في حين سجلت الكثافة السكانية 595.2 نسمة لكل كيلومتر مربع (1,541.6/ميل2). وبلغ عدد الوحدات السكنية 547 وحدة بمتوسط كثافة قدره 264.3 لكل كيلومتر مربع (684.5/ميل2).
وتوزع التركيب العرقي للقرية بنسبة 94.16% من البيض و0.16% من الأمريكيين الأفارقة و2.27% من الأمريكيين الأصليين و0.32% من الأعراق الأخرى و3.08% من عرقين مختلطين أو أكثر و3.73% من الهسبانيون أو اللاتينيون من أي عرق.
بلغ عدد الأسر 486 أسرة كانت نسبة 33.3% منها لديها أطفال تحت سن الثامنة عشر تعيش معهم، وبلغت نسبة الأزواج القاطنين مع بعضهم البعض 46.7% من أصل المجموع الكلي للأسر، ونسبة 13.2% من الأسر كان لديها معيلات من الإناث دون وجود شريك، بينما كانت نسبة 4.9% من الأسر لديها معيلون من الذكور دون وجود شريكة وكانت نسبة 35.2% من غير العائلات. تألفت نسبة 30% من أصل جميع الأسر من عدة أفراد يعيشون في نفس المنزل ونسبة 11.5% كانت تتألف من شخص يعيش بمفرده يبلغ من العمر 65 عاماً أو أكثر. وبلغ متوسط حجم الأسرة المعيشية 2.51، أما متوسط حجم العائلات فبلغ 3.15.
بلغ العمر الوسطي للسكان 39.0 عاماً. وكانت نسبة 24.8% من القاطنين تحت سن الثامنة عشر، وكانت نسبة 8.8% بين الثامنة عشر والرابعة والعشرين عاماً، ونسبة 26.9% كانت واقعةً في الفئة العمرية ما بين الخامسة والعشرين والرابعة والأربعين عاماً، ونسبة 26.9% كانت ما بين الخامسة والأربعين والرابعة والستين، ونسبة 12.5% كانت ضمن فئة الخامسة والستين عاماً فما فوق. وتوزع التركيب الجنسي للسكان بنسبة 48.6% ذكور و51.4% إناث.